# Isoglossinae
Isoglossinae, podtribus primogovki smješten u tribus Justicieae, dio potporodice Acanthoideae. Sastoji se od 8 rodova. 
Tipični rod su polugrmovi i trajnice Isoglossa, a njegova tipična vrsta je trajnica ili polugrm Isoglossa origanoides (Nees) S. Moore. iz Južne Afrike i Svazija.

## Opis
Rodovi podplemena Isoglossinae (Acanthaceae: Acanthoideae: Justicieae), kao što je paleotropska Isoglossa Oerst. i Brachystephanus Nees i neotropski Stenostephanus Nees, zapaženo je da sadrže velik broj vrsta usko ograničenog raspona, od kojih su mnoge ograničene na šumska staništa (Daniel 1999; Champluvier & Darbyshire 2009; Darbyshire 2009; Darbyshire et al. 2011; Balkwill i dr. 2017; Wood 2019; Champluvier & Fischer 2020). Zbog toga su mnoge od ovih vrsta od velike važnosti za očuvanje i važno je da se alfa raznolikost unutar Isoglossinae dokumentira i da se lokalne endemske vrste opisuju na vrijeme kako bi se pomoglo u planiranju očuvanja. Na Madagaskaru je već neko vrijeme identificirano nekoliko novih vrsta Isoglossinae za znanost s vrlo ograničenim rasponima i hitno im je potreban opis s obzirom na njihovu usku distribuciju i potencijalne prijetnje njihovom budućem preživljavanju. Međutim, neizvjesnost u pogledu generičkog plasmana ometala je njihovo prepoznavanje do danas. Podpleme Isoglossinae trenutačno se sastoji od sedam rodova i ima pantropsku distribuciju (Manzitto-Tripp et al. 2021). Isoglossinae su obilježene prisutnošću "gürtelpollena" — tj. bipororatnog (rjeđe tri- ili tetrapororatnog) peluda, kružnog u aperturalnom pogledu i s izraženim interaperturalnim "pojasom" tectate exine — za koji se pretpostavlja da je sinapomorfija za podpleme (Kiel et. 2006.). Slična vrsta peludi zabilježena je u Whitfieldieae: Whitfieldiinae (Manktelow et al. 2001; Grall & Darbyshire 2021; Manzitto-Tripp et al. 2021), ali molekularni filogenetski dokazi potvrđuju da ove dvije loze nisu blisko povezane i sličnost u peludu vrsta je homoplastična (McDade et al. 2008).

## Rodovi
1. Tribus Justicieae Dumort.
  1. Subtribus Isoglossinae Lindau
    1. Ichthyostoma Hedrén & Vollesen (1 sp.)
    2. Isoglossa Oerst. (82 spp.)
    3. Sphacanthus Benoist (2 spp.)
    4. Celerina Benoist (1 sp.)
    5. Melittacanthus S.Moore (1 sp.)
    6. Brachystephanus Nees (21 spp.)
    7. Stenostephanus Nees (97 spp.)
    8. Sebastiano-schaueria Nees (1 sp.)